# Palais Kranz
Pour l’article homonyme, voir Palais Kranz (Argentinierstraße).

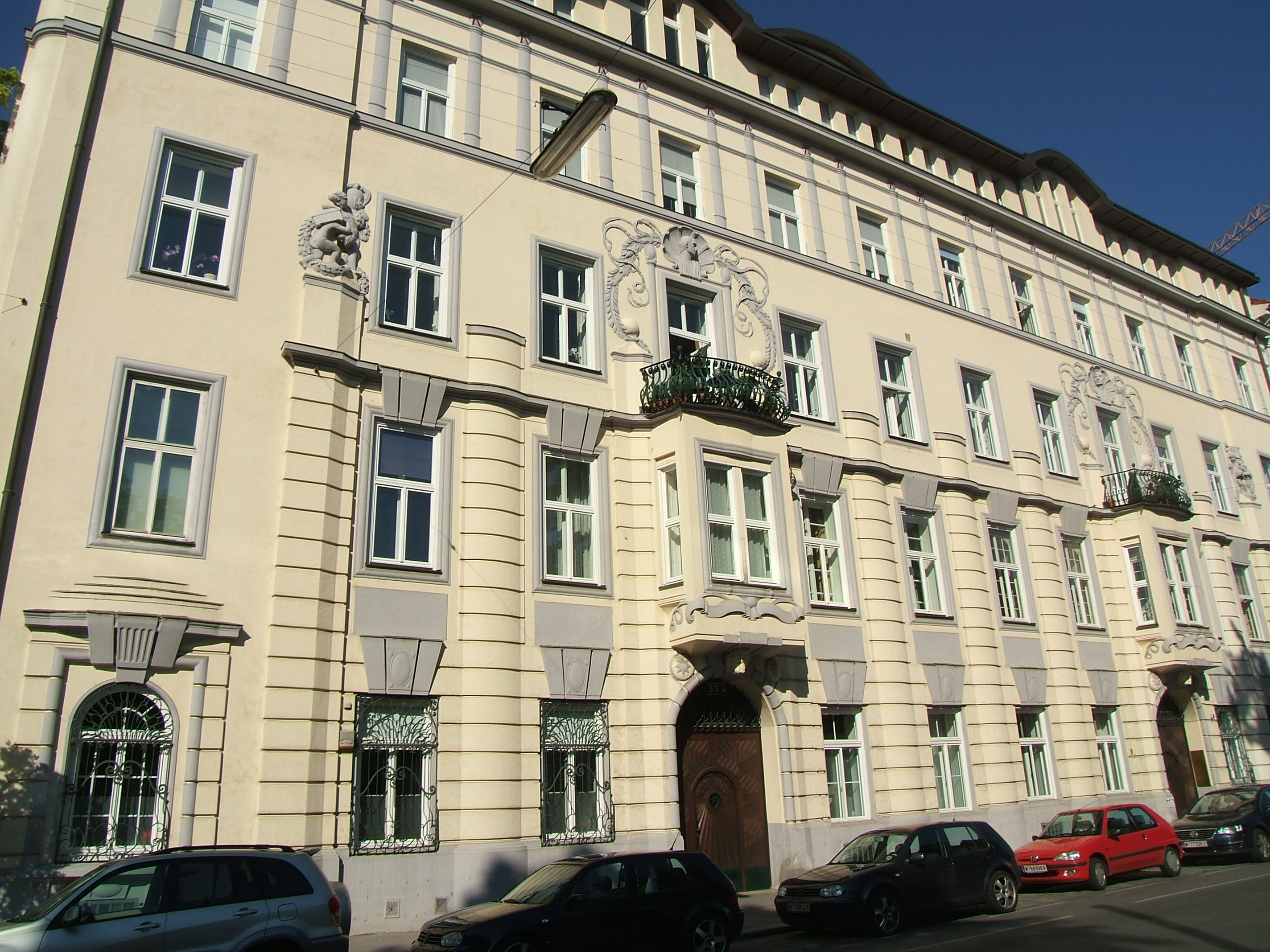
Façade du palais

Le Palais Kranz est un palais urbain situé dans le quartier viennois d'Alsergrund.

## Histoire
Le bâtiment d'origine a été conçu par Ignaz Drapala et a reçu une nouvelle façade néo-baroque par Friedrich Ohmann en 1913/14. En 1915/16, une autre rénovation a été effectuée au rez-de-chaussée par Oskar Strnad. Dans l'entre-deux-guerres, une grande partie de l'intérieur a été conçue pour le résident de l'époque, le banquier et industriel des spiritueux viennois Josef Kranz, conçu par Richard Teschner . En 1913, Teschner a été chargé de meubler la chambre des femmes. Jusqu'en 1915, il conçoit des meubles, du papier peint et de petits objets du quotidien. Les sculptures et peintures décoratives de Teschner s'intègrent dans cet ensemble, y compris Der Berg der Deutschen Arbeit. Au début des années 1920, un concept global a été mis en œuvre pour le salon avec des peintures murales monumentales telles que La Création et les pères fondateurs des grandes religions du monde représentés en chiffres complets, qui se sont rapidement développés en une attraction locale. De plus, une série de portraits de Lilly Kranz, l'épouse du client, a été créée. Un chapitre de l'exposition Teschner au Musée du théâtre autrichien a été consacré à cette installation .
L'intérieur devait être vendu aux enchères en mai 1933 .

## Description
Les portes du balcon sont décorées d'un décor décoratif en relief gris et d'une coquille avec un buste masculin. Des groupes de putti ornent les bords intérieurs des risalits latéraux.

## Littérature
- Dehio Vienne, II à IX et XXe District, S419,  (ISBN 3-7031-0680-8)

## Liens web
- Lexique de l'architecture: Oskar Strnad
- Lexique de l'architecture: Friedrich Ohmann